# Chevalier Ardent
Ne doit pas être confondu avec Le Chevalier ardent.

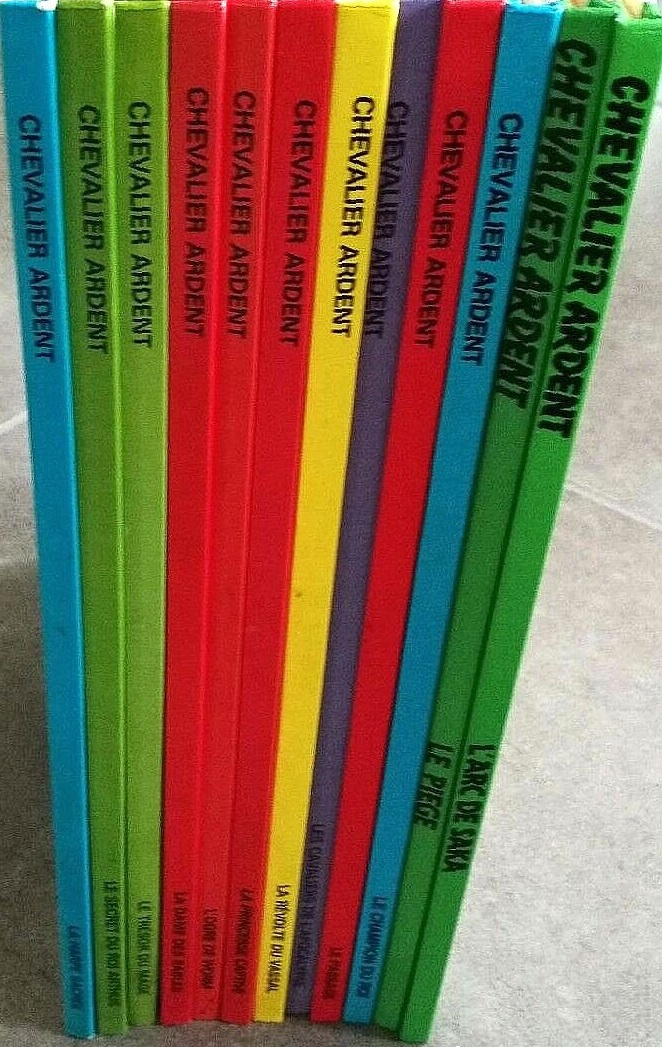
Quelques albums de Chevalier Ardent.

Chevalier Ardent est une série d'albums de bande dessinée, dont l'auteur est François Craenhals, apparue dans les pages du journal de Tintin en 1966.
Les albums sont parus aux éditions Casterman en intégrale de novembre 2013 à octobre 2016.
Les intrigues se déroulent au Moyen Âge, probablement au XIe siècle, et mettent en scène les aventures d'un jeune chevalier fougueux, Ardent du Walburge. Devant prouver sa valeur au service de son souverain, le roi Arthus, Ardent conquiert le domaine de Rougecogne, situé dans les Ardennes, et en fait son fief. Il est amoureux de la fille d'Arthus, Gwendoline, et est aimé d'elle, ce qui irrite le roi qui destine évidemment sa fille à un homme de haute noblesse. Certaines aventures de Chevalier Ardent entraîneront le héros bien loin de son domaine de Rougecogne, lui faisant parcourir plusieurs régions d'Europe et d'Orient.

## Albums
1. 1970 : Le Prince noir
2. 1970 : Les Loups de Rougecogne
3. 1971 : La Loi de la steppe
4. 1972 : La Corne de brume
5. 1973 : La Harpe sacrée
6. 1974 : Le Secret du roi Arthus
7. 1975 : Le Trésor du mage
8. 1976 : La Dame des sables
9. 1977 : L'Ogre de Worm
10. 1978 : La Princesse captive[2]
11. 1979 : La Révolte du vassal[3]
12. 1980 : Les Cavaliers de l'apocalypse
13. 1981 : Le Passage
14. 1983 : Le Champion du roi
15. 1985 : Le Piège
16. 1987 : L'Arc de Saka
17. 1989 : Yama, princesse d'Alampur
18. 1991 : Retour à Rougecogne
19. 1995 : La Fiancée du roi Arthus
20. 2001 : Les Murs qui saignent

- 21. 2003 : Lettres de noblesse, Centre belge de la bande dessinée
- 1985 : Le Piège / Tirage de Tête sous emboitage / 1000 exemplaires

### Hors séries comprenant des histoires courtes (couvertures souples)
1. 1979 : La Tour sarrasine, édition Horus
2. 1979 : La Salamandre, édition Horus
3. 1979 : Le Chien des Arboë, édition Horus
4. 1979 : Les Loups-garous, édition Horus
5. 1981 : Sang de bœuf, édition Magic Strip, Bruxelles
6. 1981 : Gwendoline..., édition Jonas
7. 1986 : La Renarde, édition Bédélire Le Sillon

### Hors séries - Éditions spéciales comprenant des histoires courtes
1. 1988 : La Tour sarrasine, édition Rijperman
2. 1988 : La Salamandre, édition Rijperman
3. 1988 : Le Chien des Arboë, édition Rijperman
4. 1988 : Les Loups-garous, édition Rijperman

### Histoires courtes des albums hors séries
[modifier | modifier le code]
1. 1969 : Les Loups garous (12 pages)
2. 1969 : L'Ours cornu (12 pages)
3. 1969 : Sang de bœuf (8 pages)
4. 1970 : Le Chien des Arboë (18 pages)
5. 1970 : La Tour Sarrasine (18 pages)
6. 1970 : Le Spectre de la Motte (8 pages)
7. 1970 : Le Pari (6 pages)
8. 1971 : Le Farfadet (14 pages)
9. 1971 : La Dame au yeux pers (8 pages)
10. 1971 : La Borne (14 pages)
11. 1972 : Comment Ardent du Walburge fut fait deux fois chevalier (16 pages)
12. 1973 : La Salamandre (16 pages)
13. 1973 : Le Passeur (8 pages)
14. 1973 : La Famine à Rougecogne (22 pages)
15. 1974 : Galagrenant le magnifique (22 pages)
16. 1981 : Le Philtre d'amour (Gwendoline) (4 pages)
17. 1982 : L'Envoyée (Gwendoline) (4 pages)
18. 1984 : Le Torque (4 pages)
19. 1986 : La Renarde (13 pages)

## Repères historiques et géographiques
Le cadre historique des aventures d'Ardent peut se situer au onzième siècle mais peu de renseignements précis sont donnés au fil des vingt albums, et ils sont parfois contradictoires.
Dans l'album n° 7, Le Trésor du mage (1975), l'auteur donne quelques repères quant à l'époque réelle où sont censées se dérouler les aventures de Chevalier Ardent en mentionnant des personnages ou des événements historiques. Ainsi, à la planche 5, un moine bénédictin annonce au héros que « Byzance (…) vient de consommer le schisme d'avec l'Église de Rome », puis mentionne « notre savant pape Sylvestre II », en parlant de lui comme d'un personnage du passé.
- Sylvestre II (Gerbert d'Aurillac, v.945/950-1003) est un personnage historique, pape de 999 à 1003.
- L'Église chrétienne a connu plusieurs schismes. Il s'agit probablement ici du schisme de 1054 — le plus célèbre, mais pas forcément le plus important — qui consomme la rupture entre la papauté et le patriarcat de Constantinople (Byzance).

Dans le même album (planche 26), Chevalier Ardent tombe également au milieu d'une bataille entre l'armée de l'empereur byzantin Alexis Comnène et une horde de guerriers Petchénègues. Attesté historiquement, le règne d'Alexis Ier Comnène se déroule de 1081 à 1118.
Dans l'album no 19, La Fiancée du roi Arthus, la fiancée en question se nomme Iñes et elle est la fille du roi Fernand de Castille (planche 12). Il s'agit en fait du roi Ferdinand Ier (Fernando) qui fut roi de Castille de 1037 à 1065. Il semble ne pas avoir eu de fille nommée Iñes. (Voir Tableau chronologique des royaumes de la péninsule Ibérique.)
Par ailleurs, dans le recueil d'histoires courtes Sang de bœuf, Chevalier Ardent mentionne l'an 1011 dans l'histoire Le Pari, concernant un de ses prédécesseurs à la seigneurie de Rougecogne.
Ces différents éléments semblent donc indiquer que Chevalier Ardent vit ses aventures dans le dernier quart du XIe siècle, mais d'autres indications viennent compliquer les choses. Le fief du héros, Rougecogne, est un lieu fictif, que l'auteur situe dans les Ardennes : cette localisation est attestée plusieurs fois au fil des albums. Par contre, rien n'indique expressément le nom du royaume ou de l'État où se trouve ce domaine. Le souverain régnant qui apparaît dans la série, et qui est donc le suzerain de Chevalier Ardent, est le "Roi Arthus". Il s'agit bien entendu d'un roi de fiction dont le nom fait référence à la légende arthurienne. Historiquement, à la fin du XIe siècle, le territoire ardennais fait partie des marges occidentales du Saint-Empire Romain Germanique sur lequel règne à cette époque l'empereur Henri IV, de la dynastie des Saliens. Mais son nom n'est jamais évoqué, dans aucun des albums. Bien que les Ardennes n'en fassent pas partie à cette époque, le contexte de l'histoire fait plutôt référence au royaume des Francs (futur royaume de France), dont les souverains réels, à la fin du XIe siècle, sont les rois Henri Ier (1031-1060) et Philippe Ier (1060-1108), appartenant à la dynastie des Capétiens directs.
Le roi des Francs Henri Ier, ainsi que son épouse Anne de Kiev, sont d'ailleurs bien mentionnés dans l'album no 15, Le Piège (1985), à la planche 4, où ils semblent être présentés comme contemporains du roi Arthus. Dans ce même album, il est aussi question d'un autre personnage historique : un grand-prince de Kiev, le roi Isiaslav (1024-1078), fils de Iaroslav le Sage. Quelques pages plus loin, à la planche 17, un personnage clame la grandeur « du plus grand roi d'Occident… le roi Arthus » alors que cette qualification était généralement celle du roi des Francs, justement. Le domaine royal du roi Arthus reste donc mystérieux.